# Lehrberg

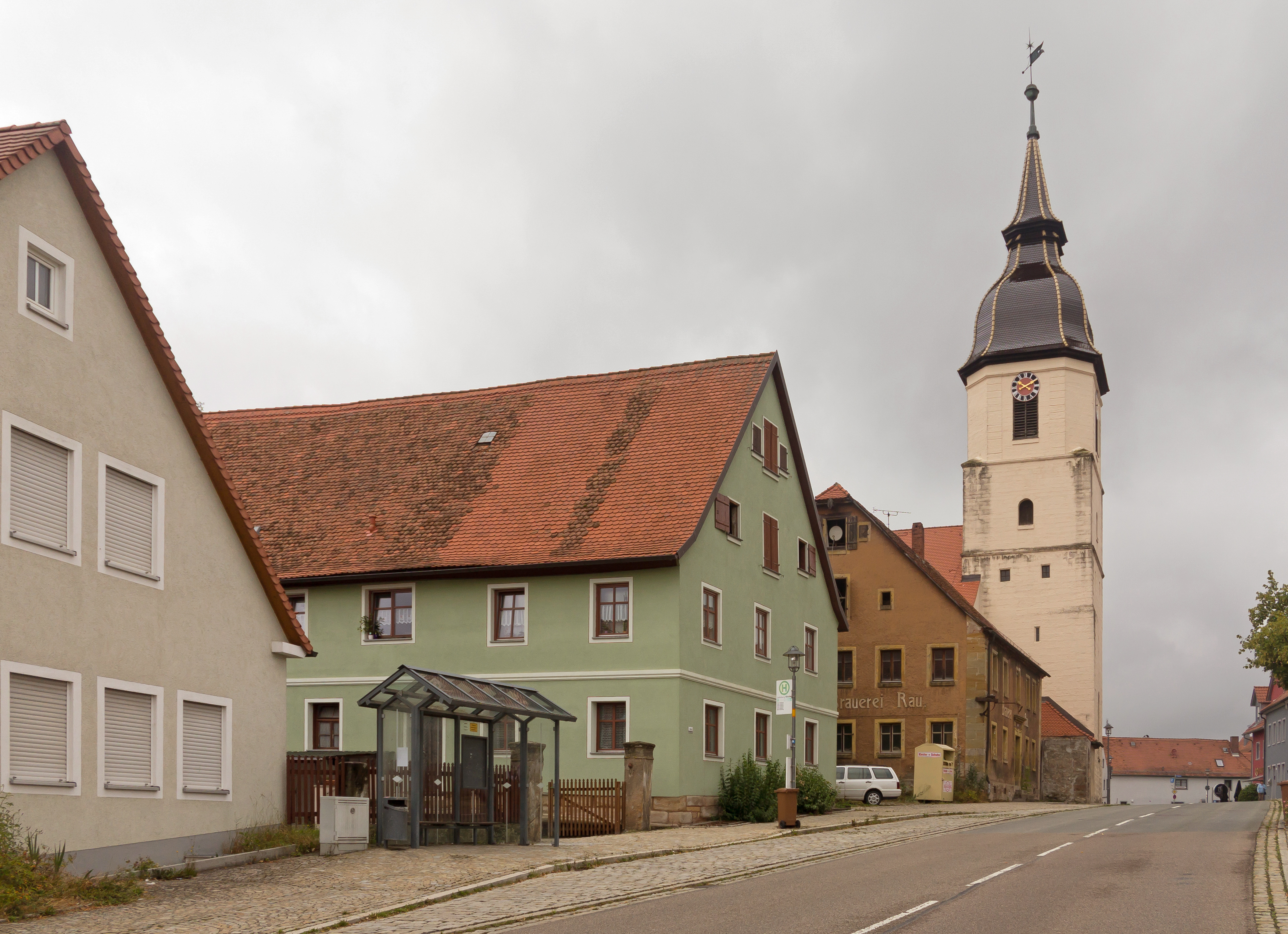
Dorfstraße in Lehrberg, mit der evangelisch-lutherischen Kirche St. Margaretha (Lehrberg)

Lehrberg (fränkisch: Lährberch) ist ein Markt im mittelfränkischen Landkreis Ansbach und zählt zur Metropolregion Nürnberg.

## Geografie

### Geografische Lage
Lehrberg liegt im Naturpark Frankenhöhe an der Fränkischen Rezat.

### Gemeindegliederung
Die Gemeinde hat 26 Gemeindeteile (in Klammern ist der Siedlungstyp angegeben):
- Ballstadt (Dorf)
- Berndorf (Dorf)
- Birkach (Weiler)
- Brünst (Weiler)
- Buhlsbach (Dorf)
- Dauersmühle (Einöde)
- Fritzmühle (Einöde)
- Gödersklingen (Dorf)
- Gräfenbuch (Kirchdorf)
- Hürbel am Rangen (Weiler)
- Kohlmühle (Einöde)
- Kühndorf (Weiler)
- Lehrberg (Hauptort)
- Oberheßbach (Weiler)
- Obersulzbach (Pfarrdorf)
- Pulvermühle (Einöde)
- Röshof (Weiler)
- Schmalach (Dorf)
- Schmalenbach (Weiler)
- Seemühle (Einöde)
- Unterheßbach (Dorf)
- Untersulzbach (Dorf)
- Walkmühle (Einöde)
- Wüstendorf (Weiler)
- Zailach (Dorf)
- Ziegelhütte (Weiler)

Die Einöden Buhlsmühle, Marienhöhe und Schmalenbacher Mühle sind keine amtlich benannten Gemeindeteile.
Es gibt auf dem Gemeindegebiet die Gemarkungen Brünst, Gräfenbuch, Heßbach, Lehrberg und Obersulzbach. Die Gemarkung Lehrberg hat eine Fläche von 19,829 km². Sie ist in 3549 Flurstücke aufgeteilt, die eine durchschnittliche Fläche von 5587,34 m² haben. In ihr liegen neben dem namensgebenden Ort die Gemeindeteile Buhlsbach, Dauersmühle, Fritzmühle, Hürbel am Rangen, Kohlmühle, Pulvermühle, Schmalenbach, Seemühle, Zailach und Ziegelhütte.

### Nachbargemeinden

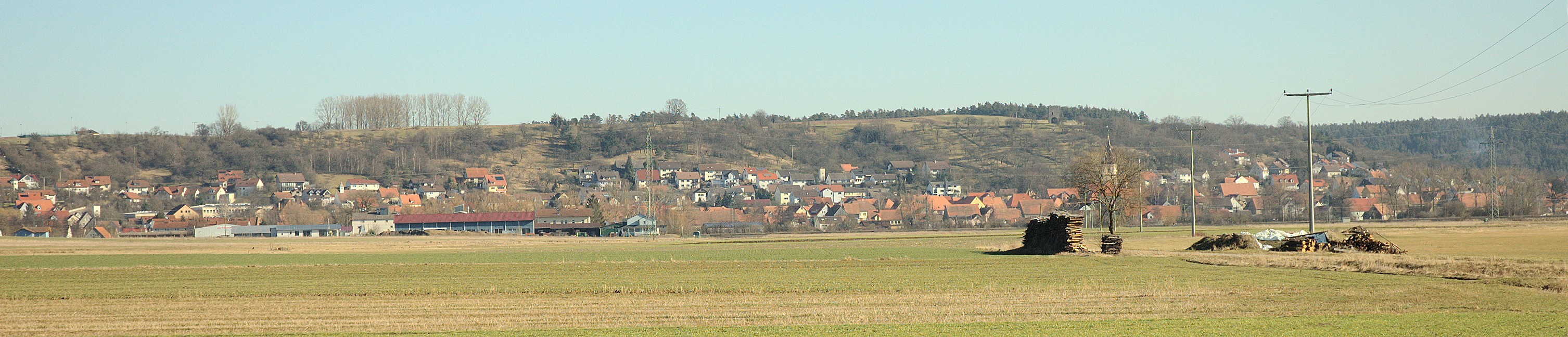
Lehrberg (Westseite)

| Oberdachstetten | Flachslanden                                | Rügland    |
| Colmberg        | Kompassrose, die auf Nachbargemeinden zeigt | Weihenzell |
| Leutershausen   | Ansbach                                     |            |

## Geschichte

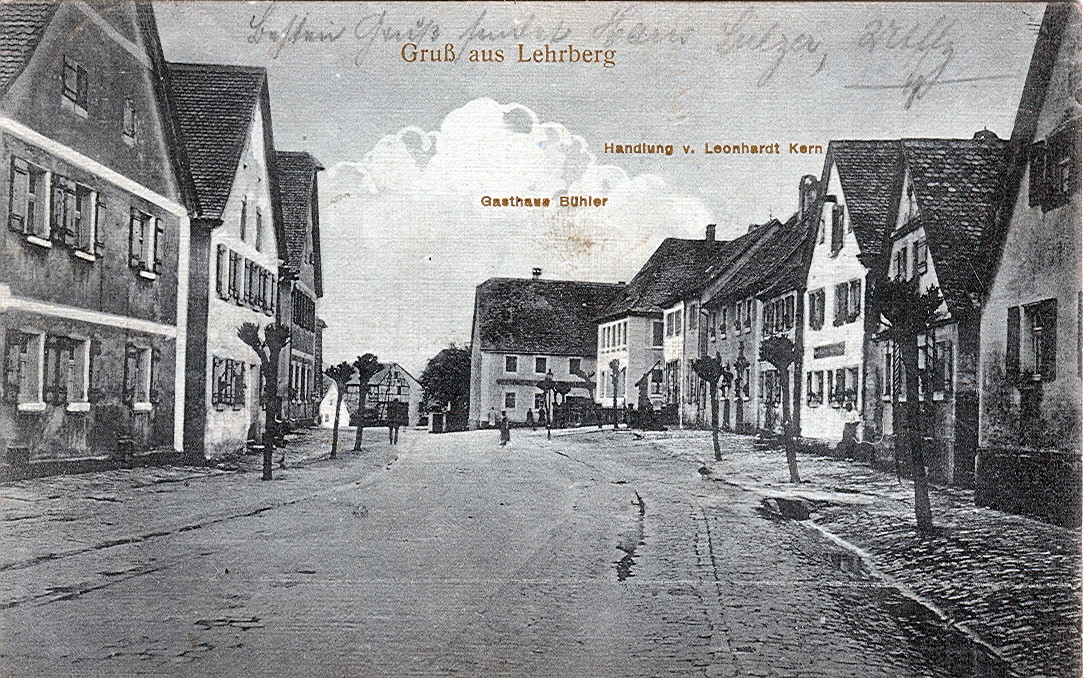
Postkartenansicht von Lehrberg mit Blick auf die obere Hindenburgstraße (1914)

Die ersten Siedler gab es etwa ab dem 6./7. Jahrhundert n. Chr. im breiten Rezat- und Zailachtal sowie auf den östlichen Hügeln an, die ihnen einen optimalen Standort boten.
Der Ort wurde in einer Urkunde, die im Zeitraum von 1057 bis 1075 entstand, als „Lerenburen“ erstmals erwähnt. Das Grundwort ist ahd. bûr (Haus), das Bestimmungswort lāre, leāre (leer, bar). Als Erklärung ergibt sich somit Bei den gering ausgestatteten Wohnungen. In den Jahren 1265, 1268, 1311, 1387 wurde der Ort als „Lerpur“ erwähnt, 1282, 1291, 1317, 1351, 1407 und ca. 1434 in der Form „Lerbawr, Lerpaur“, erst 1465 als „Lerperg“.
Im Jahr 1059 wurde die St.-Margarethen-Kirche erbaut als Kirche und Festung für die Einwohner. Die darauf folgenden Jahrhunderte standen im Zeichen des Wohlstandes, der sich darauf begründete, dass die Kirche mit ihren zahlreichen Reliquien ein Wallfahrtsort war. Der Dreißigjährige Krieg und die Pest trafen Lehrberg schwer.
Im 16-Punkte-Bericht des Oberamtes Ansbach von 1684 wurden für Lehrberg 82 Mannschaften verzeichnet: 45 Anwesen unterstanden dem Hofkastenamt Ansbach, 36 Anwesen dem Hochstift Eichstätt und 1 Anwesen dem Rittergut Trautskirchen. Das Hochgericht und die Dorf- und Gemeindeherrschaft übte das brandenburg-ansbachische Hofkastenamt Ansbach aus.
Gegen Ende des 18. Jahrhunderts bildete Lehrberg mit Ziegelhütte, Fritz-, Kohl-, Pulver- und Seemühle eine Realgemeinde bestehend aus 110 Anwesen. Das Hochgericht übte das Hofkastenamt Ansbach aus. Die Dorf- und Gemeindeherrschaft hatten das eichstättische und das ansbachische Vogtamt Lehrberg gemeinsam inne. Grundherren waren
- das Fürstentum Ansbach
  - Hofkastenamt Ansbach (51 Anwesen: 1 Hof und Wirtschaft, 4 Güter mit Backrecht, 22 Gütlein, 5 Halbgütlein, 2 Mühlen, 2 Tafernwirtschaften, 1 Bräuhaus, 1 Haus mit Wirts- und Brandweinrecht, 15 Leerhäuser, 1 Leerhaus mit Backrecht, 1 Leerhaus mit Badrecht, 1 Schmiede, 1 Halbhaus als Synagoge, 2 Halbhäuser)
  - Vogtamt Birkenfels: 1 Schlossgut, 1 Ziegelhütte
- das Hochstift Eichstätt (Propsteiamt Herrieden, 37 Anwesen: 12 Halbhöfe, 1 Halbhof und Tafernwirtschaft, 1 Tafernwirtschaft, 8 Viertelhöfe, 3 Gütlein, 2 Mühlen, 1 Schmiedgut, 8 Leerhäuser, 1 Leerhaus mit Back- und Brandweinrecht)
- das Rittergut Rügland der Herren von Crailsheim (1 Tafernwirtschaft, 1 Mühle)
- die Pfarrei-Pfründe Lehrberg (1 Wirtschaft, 1 Gut, 1 Gütlein, 1 Haus)
- die Kaplanei Lehrberg (1 Wirtschaft mit Braustatt, 1 Kaplaneihaus, 1 Backhaus, 2 Häuser)
- die Gemeinde Lehrberg (8 Gemeindeleerhäuser).

Neben diesen Anwesen gab es noch kirchliche (Kirche, Pfarrhof, Kappelplatz mit Turm), kommunale (Schulhaus, Hirtenhaus, oberes und unteres Brechhaus) und herrschaftliche Gebäude (1 eichstättisches Amtshaus, 1 eichstättisches Amtsknechthaus, 1 ansbachisches Amtsknechthaus). Es gab zu dieser Zeit 115 Untertansfamilien, von denen 77 ansbachisch waren. Von 1797 bis 1808 unterstand der Ort dem Justiz- und Kammeramt Ansbach.
1806 kam Lehrberg an das Königreich Bayern. Im Rahmen des Gemeindeedikts wurde 1808 der Steuerdistrikt Lehrberg gebildet, zu dem Buhlsbach, Buhlsmühle, Dauersmühle, Fritzmühle, Kohlmühle, Pulvermühle, Seemühle und Ziegelhütte gehörten. Die Ruralgemeinde Lehrberg entstand 1811 und war deckungsgleich mit dem Steuerdistrikt. Sie war in Verwaltung und Gerichtsbarkeit dem Landgericht Ansbach zugeordnet und in der Finanzverwaltung dem Rentamt Ansbach (1919 in Finanzamt Ansbach umbenannt). Mit dem Zweiten Gemeindeedikt (1818) wurden Hürbel am Rangen, Schmalenbach und Schmalenbacher Mühle von Neuses bei Ansbach nach Lehrberg umgemeindet. Am 13. September 1827 wurde Zailach von Gräfenbuch nach Lehrberg umgemeindet. Am 16. August 1840 erfolgte die Bildung der Ruralgemeinde Zailach mit Hürbel am Rangen, Schmalenbach und Schmalnbachermühle, das sich damit wieder von der Gemeinde Lehrberg loslöste. In der freiwilligen Gerichtsbarkeit unterstand ein Anwesen in Lehrberg von 1820 bis 1848 dem Patrimonialgericht Rügland. Ab 1862 gehörte Lehrberg zum Bezirksamt Ansbach (1939 in Landkreis Ansbach umbenannt). Die Gerichtsbarkeit blieb bis 1870 beim Landgericht Ansbach, von 1870 bis 1879 war das Stadt- und Landgericht Ansbach zuständig, seit 1880 ist es das Amtsgericht Ansbach. Die Gemeinde hatte 1964 eine Gebietsfläche von 11,926 km².
Lehrberg wurde zwar in Ortsverzeichnissen des 19. Jahrhunderts gelegentlich Markt genannt, die offizielle Erhebung zum Markt fand jedoch erst am 1. Juni 1931 statt.

### Eingemeindungen
| Gemeinde     | Einwohner (1970) | Eingemeindungs- datum |
| ------------ | ---------------- | --------------------- |
| Brünst       | 363              | 1. Januar 1978        |
| Gräfenbuch   | 139              | 1. Januar 1974        |
| Heßbach      | 133              | 1. Januar 1972        |
| Obersulzbach | 294              | 1. Mai 1978           |
| Zailach      | 205              | 1. Januar 1972        |

### Einwohnerentwicklung
Im Zeitraum 1988 bis 2018 stieg die Einwohnerzahl von 2647 auf 3089 um 442 Einwohner bzw. um 16,7 %.
Gemeinde Lehrberg
| Jahr      | 1818   | 1840   | 1852   | 1861   | 1871   | 1875   | 1880   | 1885   | 1890   | 1895   | 1900   | 1905   | 1910   | 1919   | 1925   | 1933   | 1939   | 1946   | 1950   | 1961   | 1970   | 1979 | 1987   | 1995 | 2008   | 2015   |
| Einwohner | 1120   | 1079   | 1123   | 1166   | 1155   | 1142   | 1140   | 1162   | 1142   | 1148   | 1153   | 1148   | 1060   | 1078   | 1007   | 985    | 1066   | 1706   | 1831   | 1645   | 1574   | 2570 | 2605   | 2839 | 3138   | 3115   |
| Häuser    | 257    | 142    |        |        | 186    |        |        | 191    | 182    |        | 181    |        |        |        | 188    |        |        |        | 230    | 297    |        |      | 723    |      |        | 933    |
| Quelle    | [ 24 ] | [ 25 ] | [ 26 ] | [ 27 ] | [ 28 ] | [ 29 ] | [ 30 ] | [ 31 ] | [ 32 ] | [ 26 ] | [ 33 ] | [ 26 ] | [ 34 ] | [ 26 ] | [ 35 ] | [ 26 ] | [ 26 ] | [ 26 ] | [ 36 ] | [ 19 ] | [ 37 ] |      | [ 38 ] |      | [ 39 ] | [ 40 ] |

Ort Lehrberg
| Jahr      | 001818 | 001840 | 001861 | 001871 | 001885 | 001900 | 001925 | 001950 | 001961 | 001970 | 001987 | 002008 |
| Einwohner | 921    | 988    | *1099  | 1047   | 1033   | 1047   | 930    | 1702   | 1561   | 1478   | 1524   | 2056   |
| Häuser    | 223    | 126    |        |        | 168    | 162    | 173    | 213    | 280    |        | 445    |        |
| Quelle    | [ 24 ] | [ 25 ] | [ 27 ] | [ 28 ] | [ 31 ] | [ 33 ] | [ 35 ] | [ 36 ] | [ 19 ] | [ 37 ] | [ 38 ] | [ 39 ] |

## Politik

### Gemeinderat
Die Gemeinderatswahlen seit 2014 erbrachten folgende Ergebnisse:
| Partei/Liste                         | 2020    | 2020    | 2014   | 2014   |
| Partei/Liste                         | Sitze   | %       | Sitze  | %      |
| CSU                                  | 4       | 24,84   | 3      | 17,3   |
| Bürgerblock                          | 5       | 29,97   | 7      | 45,8   |
| Liste für die Marktgemeinde Lehrberg | 7       | 45,19   | 6      | 36,9   |
| Wahlbeteiligung                      | 58,52 % | 58,52 % | 69,3 % | 69,3 % |

Vorsitzende des Gemeinderates ist die Erste Bürgermeisterin.

### Wappen und Flagge
Wappen
| Wappen von Lehrberg | Blasonierung: „In Gold auf einem mit einem silbernen Ring belegten grünen Dreiberg eine silberne Kapelle mit rotem Dach, darauf ein rotes Kreuz.“ |
| Wappen von Lehrberg | Wappenbegründung: Die Kapelle stellt die Kapellenruine St. Jobst dar. Der Dreiberg steht für den Hügel, auf dem die Kapelle steht. Der Ring stammt aus dem Wappen der Herren von Birkenfels, den ehemaligen Herren von Lehrberg und Bauherren der Kapelle. Dieses Wappen wird seit 1931 geführt. |

Flagge
Seit 1959 hat Lehrberg eine Gemeindeflagge. Diese ist gelb-grün.

### Raumordnung
Die Gemeinde Lehrberg ist Mitglied der 2004 gegründeten Kommunalen Allianz NorA. Die Allianz hat ein gemeinsames Integriertes ländliches Entwicklungskonzept. NorA bildet mit den benachbarten Allianzen Aurach-Zenn und Kernfranken die Lokale Aktionsgruppe Rangau. Diese wird durch das LEADER-Programm 2023–2027 gefördert.

### Gemeindepartnerschaft
Die Partnergemeinde ist seit 2022 Allassac, eine französische Gemeinde im Département Corrèze am westlichen Rand des Zentralmassivs.

## Baudenkmäler

### Lehrberger Kappl

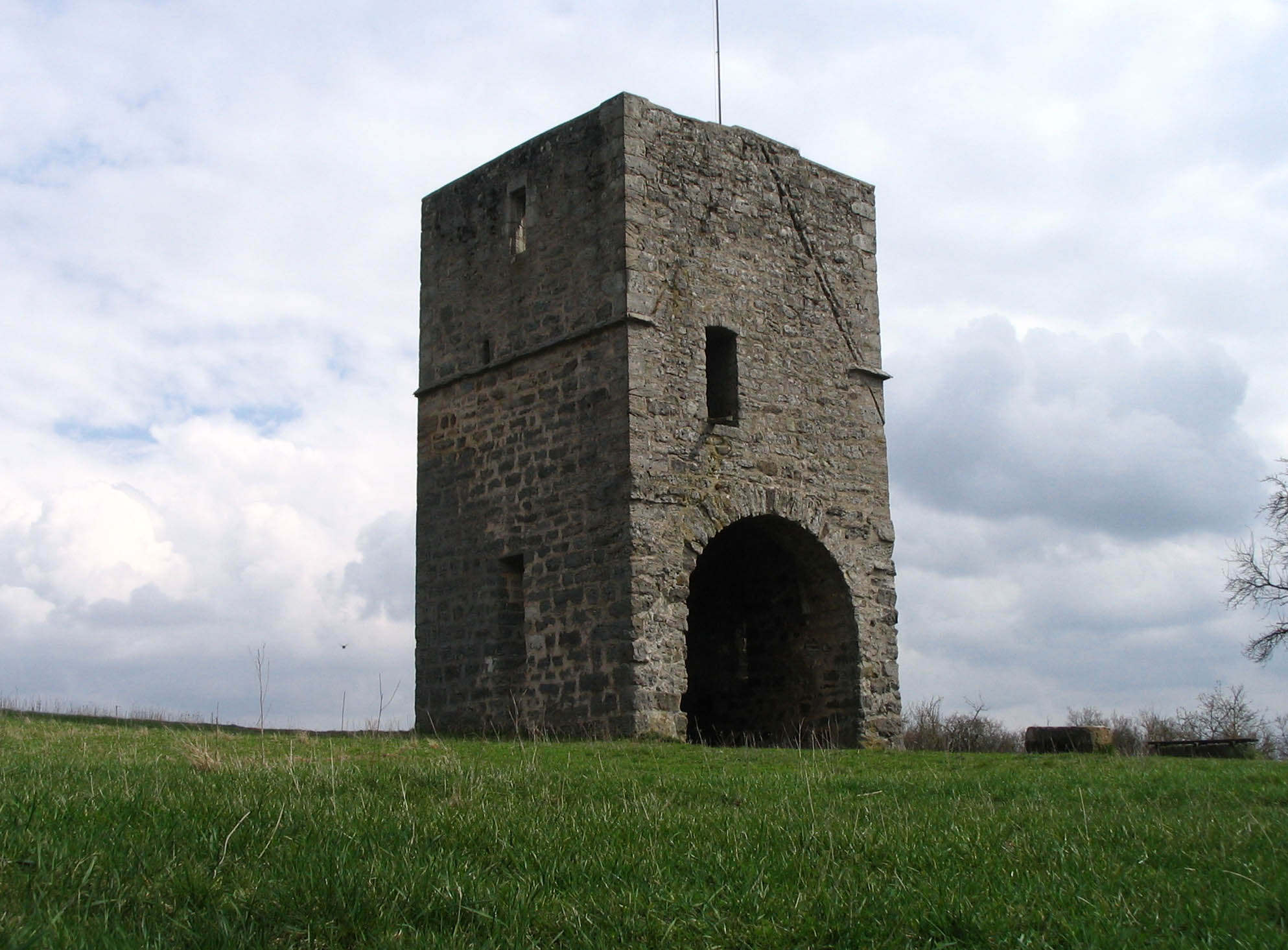
Lehrberger „Kappl“ (Chorturmruine der St. Jobst-Kapelle)

Im 13. Jahrhundert hatten sich die Herren von Birkenfels zu einer starken Herrschaft entwickelt und eine zahlenmäßig beachtliche Untertanenmannschaft geschaffen, wodurch sie neben den Bischöfen von Eichstätt das örtliche Geschehen zu Lehrberg bestimmten. Ihre Burg auf der östlichen Anhöhe, die ihre Anfänge wohl schon im 10. Jahrhundert hatte, bekundete sichtbar ihre Macht. Als die Lehrberger Linie dieses Geschlechts 1536 mit Sigmund von Birkenfels ausstarb, kam der Besitz an die Markgrafen von Brandenburg-Ansbach. Die Burg wurde im Kampf der Markgrafen mit der Freien Reichsstadt Nürnberg (Markgrafenkrieg) offenbar völlig zerstört. Von ihr ist seit langem nichts mehr vorhanden. Allein erhalten sind Reste der unweit der Burg auf dem westlichen Vorsprung der Anhöhe 1430 durch einen Friedrich oder Eustachius von Lerpauer errichteten Bergkapelle St. Jobst, von der noch die Turmruine, die so genannte „Kappl“, steht. Nachdem der letzte des Geschlechts von Birkenfels ohne Nachkommen gestorben war, verlor die Bergkapelle an Bedeutung und verfiel. Bis ins 18. Jahrhundert wurde sie von den Bewohnern Lehrbergs als Steinbruch für den Häuserbau genutzt, bis dieses Vorgehen vom Markgrafen unter Strafe gestellt wurde. Im 19. Jahrhundert wurde die Turmruine unter Denkmalschutz gestellt.

### St.-Margaretha-Kirche

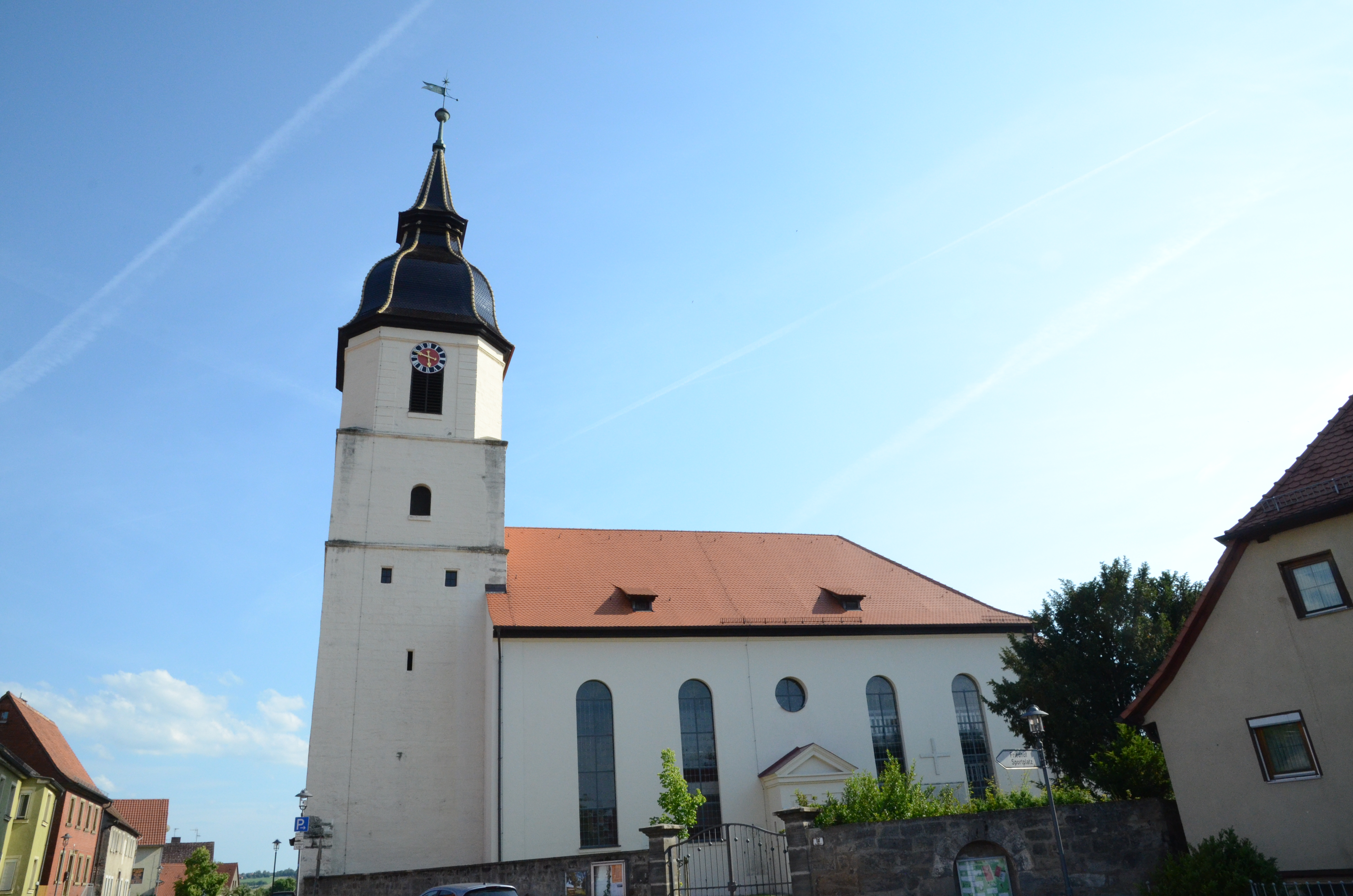
St.-Margaretha-Kirche

Die evangelisch-lutherische Pfarrkirche St. Margaretha steht am höchsten Punkt der langen, nach beiden Seiten abfallenden Dorfstraße. Sie geht auf eine Wallfahrtskirche aus dem 14. Jahrhundert zurück. Von ihr steht noch der Unterbau des Turmes mit dem Chor. An diesen fügte der markgräfliche Landbauinspektor und Baumeister Johann David Steingruber 1729–1731 einen barocken Saalbau an. Bei späteren Renovierungen erhielt sie Altar und Kanzel im neugotischen Stil.
Im Jahre 2006 waren Reparaturen an der Dachkonstruktion der Turmhaube nötig geworden, da sie sich als einsturzgefährdet erwiesen hatte. Während die Arbeiten noch andauerten, ereignete sich am 22. September 2006 in der Nachbarschaft eine Gasexplosion, die zu weiteren Schädigungen führte, so dass die Instandsetzungsarbeiten länger andauerten.
Umgeben ist die St.-Margaretha-Kirche vom ehemaligen Friedhof, dessen hohe mittelalterliche Umfassungsmauer noch besteht. Dort ist unter anderem eine Grabkapelle aus Sandstein aus der Mitte des 18. Jahrhunderts mit einem Pyramidendach erhalten.

### Dorfschloss (Lehrberger Schlösschen)

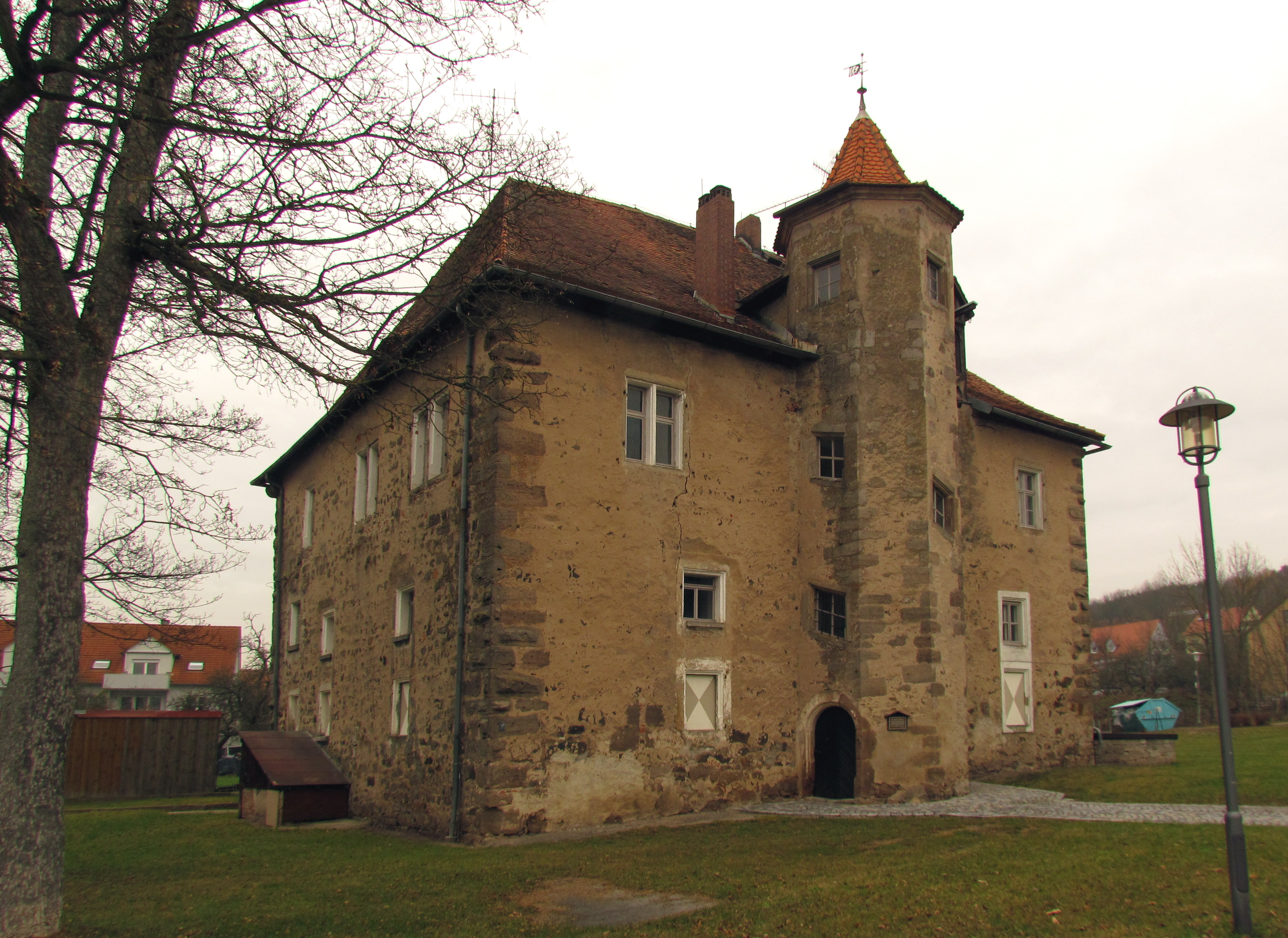
Lehrberger Schlösschen

Vermutlich bereits im Zusammenhang mit Zerstörungen der Burg auf der Anhöhe während des Ersten Markgrafenkriegs errichteten sich die Herren von Birkenfels am Rande des Ortes einen Ansitz. Dessen genaue Entstehungszeit ist unbekannt. Es muss sich um ein recht bescheidenes Gebäude gehandelt haben.
Nachdem die von Birkenfels 1536 im Mannesstamm erloschen waren, verkaufte deren Erbe, Wolf von Wilhermsdorf, 1540 diesen Ansitz dem Markgrafen Georg den Frommen (1484–1543), der ihn 1542 als Lehen an den von ihm testamentarisch für seinen unmündigen Sohn Georg-Friedrich eingesetzten Statthalter und Untervormund (1544–1548), den Kaiserlichen Landrichter von Nürnberg, Friedrich von Knobelsdorff gab. Nach dessen Tod 1553 in Zeil am Main (kinderlos) wurde das Lehen eingezogen und als markgräflicher Witwensitz vorgesehen. Genutzt wurde der Bau allerdings nur nach dem Tode des Markgrafen Georg Friedrich d. Ä. (1603) von seiner Witwe Sophia von Braunschweig-Lüneburg. Der Ansitz wurde 1628/1629 offenbar bis auf die Grundmauern abgerissen und ein Neubau in der heutigen Form erstellt. Während des Dreißigjährigen Krieges musste Markgräfin Sophia vor den kaiserlichen Truppen auf die Festung Wülzburg fliehen. Der Ort Lehrberg ging 1632 in Flammen auf – inwieweit der Ansitz in Mitleidenschaft gezogen wurde, ist unbekannt.
Das Gebäude zeigt sich recht bescheiden und weist mit seinen Eckbuckelquadern auf mittelalterliche Bautradition hin. Der in die Fassadenmitte gestellte Treppenturm trägt über der Eingangstür das nachträglich eingemeißelte Wappen der Birkenfelser: ein silberner Ring auf rotem Wappenschild. Das sanierungsbedürftige Schlösschen befindet sich in Privatbesitz.

## Wirtschaft und Infrastruktur
Lehrberg ist Mitglied im Tourismusverband Romantisches Franken.

## Verkehr
Lehrberg liegt an der Bundesstraße 13, die nach Ansbach (7 km südöstlich) bzw. nach Oberdachstetten (10 km nordwestlich) führt. Die Staatsstraße 2250 verläuft an Zailach vorbei nach Colmberg (7 km westlich). Die Kreisstraße AN 10 führt nach Buhlsbach (2,3 km östlich). Gemeindeverbindungsstraßen führen nach Unterheßbach (1,4 km nordwestlich) und nach Ballstadt (2,1 km nordöstlich).
Bis 1978 hatte Lehrberg einen Bahnhof an der Bahnstrecke Treuchtlingen–Würzburg.
Durch den Ort verläuft der Fränkische Jakobsweg. Weitere Fernwanderwege sind die Magnificat-Route des Fränkischen Marienweg und der Weg Grünes Schlüsselloch.

## Telefonvorwahlen
In Lehrberg gilt die Vorwahl 09820. Abweichend hiervon müssen für Gespräche nach Birkach, Obersulzbach und Untersulzbach die 09803 sowie nach Gödersklingen und Wüstendorf die 09828 vorgewählt werden.

## Persönlichkeiten
- Jakob Schopper (* 1545 in Biberach an der Riß; † 1616 in Altdorf), Pastor und Dekan in Lehrberg
- Rüdiger Wolf (* 1951 in Lehrberg), von 2008 bis 2013 Staatssekretär im Bundesministerium der Verteidigung
- Ansgar Zerfaß (* 1965 in Solingen, von 1975 an aufgewachsen in Lehrberg), deutscher Kommunikationswissenschaftler sowie Professor an der Universität Leipzig und der BI Norwegian Business School in Oslo
- Juda Löw Pinchas (* 1727 in Lehrberg; † 1793 in Ansbach), Hofmaler am markgräflichen Hof in Bayreuth und Ansbach.

### Monographien
- Claus Broser: Chronik der Marktgemeinde Lehrberg; 1059–1500. Leutershausen 1982.
- Hartmut Hagelauer: Lehrberg: Geschichte im Spannungsfeld von geistlicher, adeliger und fürstlicher Herrschaft. Lehrberg 2007, ISBN 978-3-87707-708-5.
- Joachim-Bodo Nitsche: Festschrift zur 900 Jahrfeier Lehrberg. Ansbach 1959, DNB 540334588.
- Schützengesellschaft Lehrberg (Hrsg.): 100 Jahre Schützengesellschaft Lehrberg 1888 e. V.: Gauschiessen vom 12.–29. Mai 1988; Gauschützenfest vom 3.–6. Juni 1988. Lehrberg 1988, DNB 890275564.

### Aufsätze und Artikel
- Johann Kaspar Bundschuh: Lehrberg. In: Geographisches Statistisch-Topographisches Lexikon von Franken. Band 3: I–Ne. Verlag der Stettinischen Buchhandlung, Ulm 1801, DNB 790364301, OCLC 833753092, Sp. 312–315 (Digitalisat).
- Elisabeth Fechter: Die Ortsnamen des Landkreises Ansbach. Inaugural-Dissertation. Erlangen 1955, DNB 480570132, OCLC 872378821, S. 121–122.
- Günter P. Fehring: Stadt und Landkreis Ansbach (= Bayerische Kunstdenkmale. Band 2). Deutscher Kunstverlag, München 1958, DNB 451224701, S. 118–119.
- Georg Paul Hönn: Lehrberg. In: Lexicon Topographicum des Fränkischen Craises. Johann Georg Lochner, Frankfurt und Leipzig 1747, OCLC 257558613, S. 350 (Digitalisat).
- Manfred Jehle: Ansbach: die markgräflichen Oberämter Ansbach, Colmberg-Leutershausen, Windsbach, das Nürnberger Pflegamt Lichtenau und das Deutschordensamt (Wolframs-)Eschenbach (= Historischer Atlas von Bayern, Teil Franken. I, 35). Kommission für bayerische Landesgeschichte, München 2009, ISBN 978-3-7696-6856-8.
- Karl Heinrich von Lang, Heinrich Christoph Büttner, Julius W. Schulz: Landgericht Ansbach (= Historische und statistische Beschreibung des Rezatkreises. Heft 1). Johann Lorenz Schmidmer, Nürnberg 1809, OCLC 258218676, S. 21–23 (Digitalisat).
- Wolf-Armin von Reitzenstein: Lexikon fränkischer Ortsnamen. Herkunft und Bedeutung. Oberfranken, Mittelfranken, Unterfranken. C. H. Beck, München 2009, ISBN 978-3-406-59131-0, S. 129.
- Konrad Rosenhauer u. a. (Hrsg.): Der Landkreis Ansbach. Vergangenheit und Gegenwart. Verlag für Behörden und Wirtschaft Hoeppner, Aßling-Pörsdorf 1964, DNB 450093387, OCLC 17146040, S. 163–164.
- Gottfried Stieber: Lehrberg. In: Historische und topographische Nachricht von dem Fürstenthum Brandenburg-Onolzbach. Johann Jacob Enderes, Schwabach 1761, OCLC 231049377, S. 553–559 (Digitalisat).
- Pleikard Joseph Stumpf: Lehrberg. In: Bayern. Ein geographisch-statistisch-historisches Handbuch des Königreiches. Zweiter Theil. München 1853, OCLC 643829991, S. 688 (Digitalisat).